# جفری جولیانو
جفری جولیانو (انگلیسی: Geoffrey Giuliano؛ زادهٔ ۱۱ سپتامبر ۱۹۵۳) نویسنده، شخصیت رادیویی و بازیگر فیلم اهل ایالات متحده آمریکا است که به خاطر زندگی‌نامه‌هایش از اعضای گروه بیتلز، جان لنون، پل مک‌کارتنی، جرج هریسون، و موسیقی‌دان پیت تاونزند مشهور است. همچنین به خاطر درگیری‌اش در پروندهٔ مک‌لیبل نیز شناخته می‌شود. اخیراً او با حضور در مجموعهٔ موفق نتفلیکس، بازی مرکب، در نقش وی‌آی‌پی چهار توجه بین‌المللی را به خود جلب کرده‌است.